# Kaidi Kivioja
Kaidi Kivioja (Rakvere, 23 de febrero de 1993) es una deportista estonia que compite en triatlón. Ganó una medalla de bronce en el Campeonato Europeo de Triatlón de Velocidad de 2018.

## Palmarés internacional
| Campeonato Europeo | Campeonato Europeo | Campeonato Europeo | Campeonato Europeo |
| Año                | Lugar              | Medalla            | Prueba             |
| ------------------ | ------------------ | ------------------ | ------------------ |
| 2018               | Tartu (Estonia)    | Medalla de bronce  | Individual         |